# Titre alcoométrique volumique potentiel
Le titre alcoométrique volumique potentiel (ou TAVP) est le titre alcoométrique volumique calculé à partir du taux de sucre, à partir du facteur de conversion théorique de la fermentation alcoolique par les levures.
On trouve également la dénomination de titre alcoométrique volumique probable.

## Valeur du taux de conversion
Pour ce facteur les tables officielles du règlement 2676/90 CEE considèrent qu'il faut 16,83 g/L de sucres pour produire 1% vol., soit 1 degré d'alcool. Ce taux peut varier dans la réalité entre 16 et 18 g/L, en fonction du mode de fermentation (vin blanc, rosé, rouge) et du type de levure (levure indigène, levure sèche active).
| Type de levure / Type de vin | Blanc | Rosé | Rouge |
| ---------------------------- | ----- | ---- | ----- |
| Levures indigènes            | 16,5  | 17,5 | 18    |
| Levures sèches actives       | 16    | 17   | 17,5  |

## Usage
Le TAVP est une unité de mesure utilisée lors de l'analyse des raisins, pour estimer la maturité et la date de vendange, ou pour le contrôle des moûts. Il permet de connaître à l'avance le futur degré d'un vin.

## Mesure
La valeur initiale de sucre est mesurée, elle passe souvent par la mesure de la densité du jus obtenu, convertie en taux de sucre (g/L) pour ensuite la convertir en degré d'alcool.
La mesure peut se faire sur le terrain, à l'aide d'un réfractomètre, ou à la cave à l'aide d'un mustimètre : ces deux méthodes sont rapides et faciles à mettre en œuvre, mais peuvent manquer de précision. En laboratoire, une par densimétrie électronique ou par d'autres méthodes précises mais nécessitant une mise en œuvre et des investissements plus importants (spectroscopie infrarouge à transformée de Fourier, pycnométrie, etc.).